# 李永军 (1949年)
李永军（1949年10月—），男，汉族，四川大邑人，中华人民共和国政治人物，曾任金川集团董事长、总经理、党委副书记，中共金昌市委常委，甘肃省政协副主席。